# AntiX
antiX — легковесный дистрибутив Linux, созданный на основе Debian и ориентированный изначально на устаревшее оборудование с процессорами Intel-AMD x86. Он сравнительно лёгок и подходит для старых компьютеров, а также предоставляет передовые ядра и приложения, обновления и дополнения через систему пакетов apt-get и репозитории, совместимые с Debian. В настоящее время ключевыми отличиями от Debian позиционируются легковесность и свобода от системы инициализации systemd, подобно дистрибутиву Devuan.

## Требования к оборудованию
- Рекомендуется: 256 МБ ОЗУ и 1 ГБ свободного пространства на жёстком диске.
- Минимум: 128 МБ ОЗУ и 1 ГБ свободного пространства на жёстком диске.
- Установка: 2,7 ГБ на жёстком диске[5].

Помимо стандартного релиза доступны другие версии antiX (базовые и ядровые), позволяющие устанавливать с ещё меньшим объёмом оперативной памяти, местом на жёстком диске, и с общими аппаратными ограничениями.

## Издания
antiX доступен как для 32-битных, так и для 64-битных архитектур и поставляется в 4 изданиях:
- Full, включает 4 оконных менеджера — IceWM (default), fluxbox и jwm плюс полный набор LibreOffice.
- Base, включает 4 оконных менеджера — IceWM (default), fluxbox и jwm (помещается на CD).
- Core, нет X, но поддерживает большинство беспроводных устройств.
- Net, нет X. Позволяет пользователю иметь полный контроль над установкой, необходимо подключение к сети.

В 2014 году появился antiX MX, разработанный в сотрудничестве с сообществом MEPIS. Он использует Xfce в качестве графической оболочки по умолчанию, основанную непосредственно на Debian Stable, является очень стабильной и обеспечивает прочную производительность со стороны среднего размера. По состоянию на ноябрь 2016 года, MX Linux теперь является отдельным дистрибутивом на DistroWatch.

## История версий
antiX — это дистрибутив Linux, первоначально основанный на MEPIS, который основан на Debian Stable. Сначала он заменил среду рабочего стола MEPIS KDE менеджерами окон Fluxbox и IceWM, что делает её пригодной для более старых, менее мощных компьютеров на базе x86. В отличие от Debian, antiX является «proudly systemd-free». systemd не очень хорошо поддерживает старое оборудование из-за своей разработки на основе виртуализации.
| Версия  | Кодовое имя          | Дата релиза     |
| ------- | -------------------- | --------------- |
| 6.5     | Spartacus            | 9 июля 2007     |
| 7.0     | Lysistrata           | 30 октября 2007 |
| 7.2     | Vetëvendosje         | 16 мая 2008     |
| 7.5     | Toussaint Louverture | 24 августа 2008 |
| 8.0     | Intifada!            | 14 февраля 2009 |
| 8.2     | Tȟašúŋke Witkó       | 24 июля 2009    |
| 8.5     | Marek Edelman        | 12 апреля 2010  |
| M11     | Jayaben Desai        | 3 мая 2011      |
| 12      | Edelweißpiraten      | 7 августа 2012  |
| 13      | Luddite              | 2 июля 2013     |
| MX-14.4 | Symbiosis            | 23 марта 2015   |
| 15      | Killah P             | 30 июня 2015    |
| MX-15   | Fusion               | 24 декабря 2015 |
| 16      | Berta Cáceres        | 26 июня 2016    |
| 17      | Heather Heyer        | 24 октября 2017 |
| 17.1    | Heather Heyer        | 18 марта 2018   |
| 17.2    | Helen Keller         | 05 октября 2018 |
| 17.4.1  | Helen Keller         | 28 марта 2019   |
| 19      | Marielle Franco      | 17 октября 2019 |
| 19.1    |                      | 23 декабря 2019 |
| 19.2    | Hannie Schaft        | 28 марта 2020   |
| 19.3    | Manolis Glezos       | 16 октября 2020 |
| 19.4    | Grup Yorum           | 21 мая 2021     |
| 21      | Grup Yorum           | 31 октября 2021 |